# Sant’Orsola (Palermo)

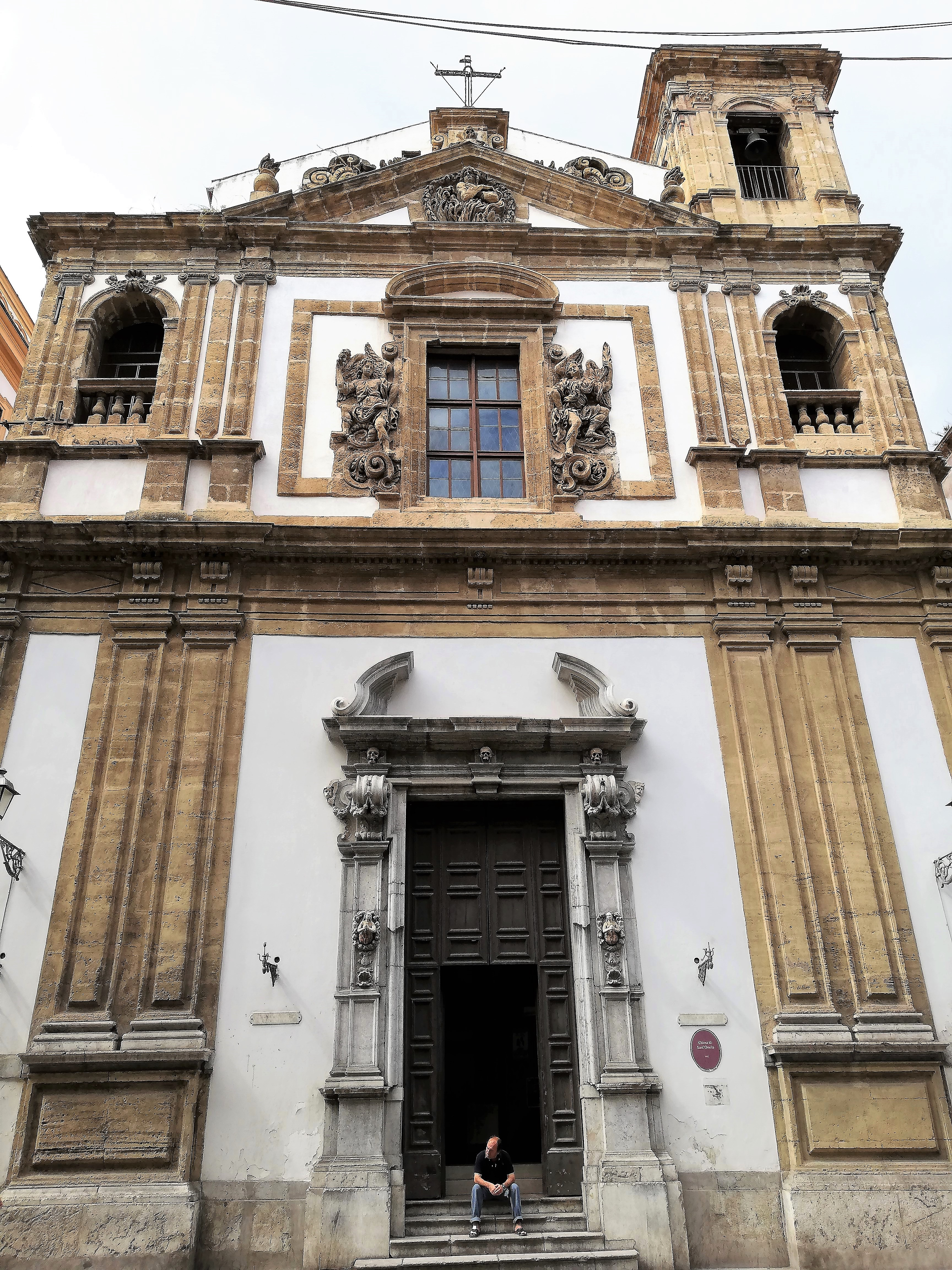
Sant’Orsola in Palermo

Die Sant’Orsola ist eine Kirche des Barock in Palermo.

## Baugeschichte
Die in die Straßenflucht der Via Maqueda eingebundene Kirche wurde 1662 im Auftrag der Vereinigung der Heiligen Ursula (Compagnia di Sant’Orsola) erbaut. Die „Compagnia“ führte den zusätzlichen Namen „Confraternita dei neri dell’Orazione“ oder kurz „I Negri“, um ihrer Aufgabe der Begleitung von Trauernden nach dem Tod eines geliebten Menschen durch ihre schwarze Kleidung Ausdruck zu verleihen.

## Die Fassade
Die weiß verputzte, noch der Renaissance verpflichtete Fassade ist durch doppelte Pilaster aus Naturstein gegliedert, die an einem wuchtigen Gebälk enden. Der hohe Eingang wird durch mehrere Figuren flankiert, Atlanten tragen die Agraffen zum breiten Gesims, das mit Totenköpfen versehen ist und über dem sich ein stark gesprengter Segmentgiebel erhebt.
Der obere Bereich wird zu beiden Seiten von einer offenen Loggia mit Rundbögen und steinerner Balustrade abgeschlossen. In der Mitte befindet sich ein großes, durch einen Segmentgiebel überdachtes Fenster, das durch zwei kunstvoll gearbeitete Engel zu beiden Seiten gestützt wird.
Die Fassade endet in einem Dreiecksgiebel mit einer menschlichen Figur, die von Flammen eingerahmt ist. Rechts ist die Fassade um einen kurzen Glockenturm erhöht.

## Das Innere

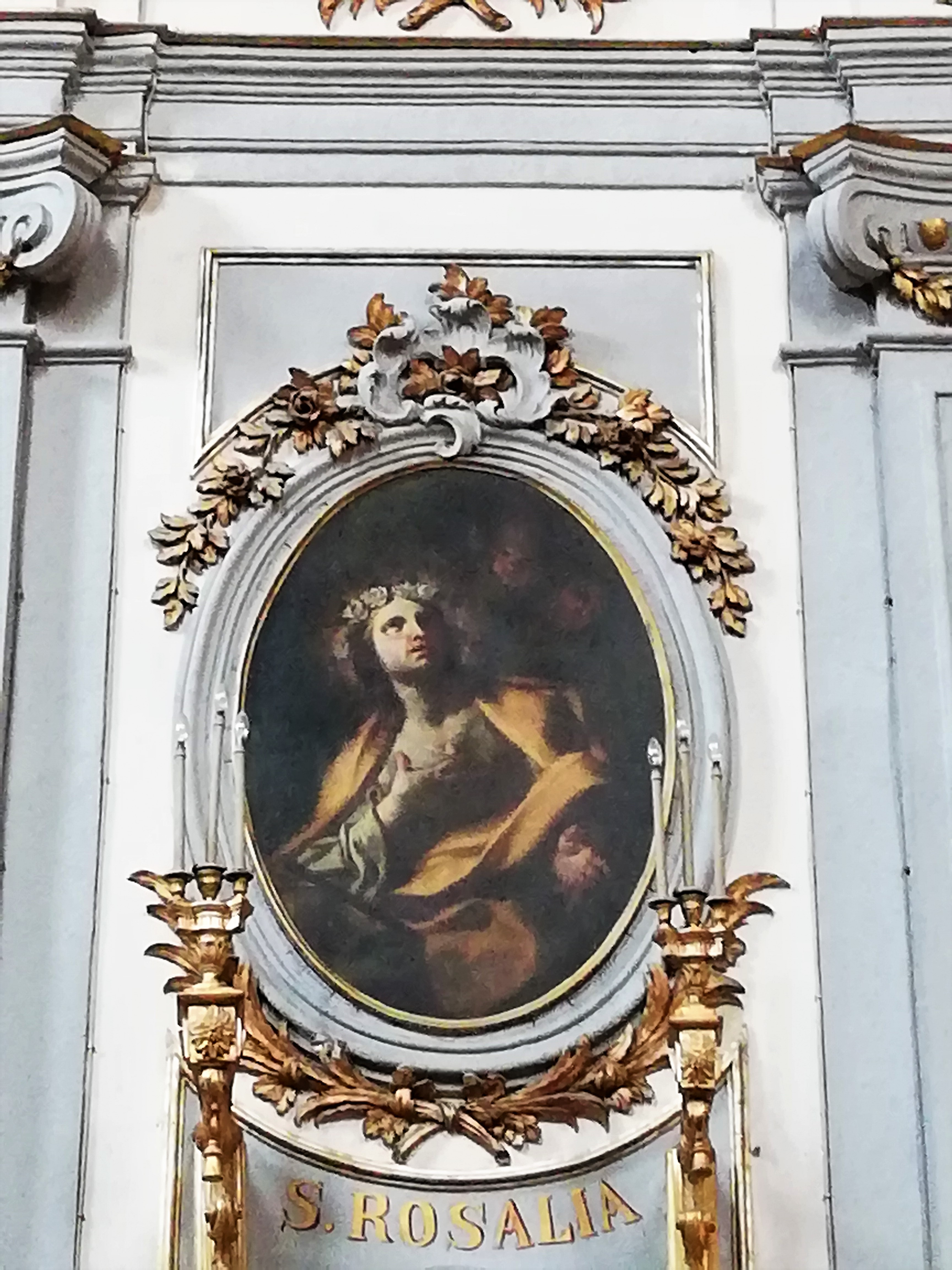
Die Hl. Rosalia

Der einschiffige, reich dekorierte Innenraum zeigt den Einfluss des Architekten Giacomo Amato, der die Ideen des römischen Baumeisters Francesco Borromini in Palermo verbreitete. Es befinden sich je drei Kapellen auf jeder Seite des Langhauses, die rechten Kapellen sind den Seelen im Fegefeuer und die linken der Heiligen Ursula als Fürsprecherin gewidmet. 1696 versah Giacomo Serpotta zwei der Kapellen mit dramatisch gestaltetem figürlichem Stuck, indem er die in den Himmel aufsteigenden Seelen und den Tod mit Skeletten personifiziert. Weitere Kapellen zeigen ein hölzernes Kruzifix sowie Gemälde unbekannter Meister „Heilige Familie“, „Martyrium der heiligen Ursula“ und die „Heiligen Joachim Anna“.
Oberhalb der Kapellen befinden sich sechs in Stuck gerahmte Ovale mit den palermiatischen Heiligen Lucia, Cristina, Agata, Ninfa, Oliva und Rosalia aus der Werkstatt des Pietro Novelli.
Für die Cappella della Pietà schuf Gaspare Serenario das Fresko „Triumph der hl. Ursula“ (1756), und in der Sakristei befindet sich von Antonio Manno das Tafelbild „Christus in der Vorhölle“ (1778).
Die ebenfalls von Serpotta dekorierte Krypta der Kirche weist zahlreiche schrankartige Loculi auf, die als letzte Ruhestätte für „Negri“ und einflussreiche Bürger Palermos dienten.